# أمواج فوق صوتية علاجية

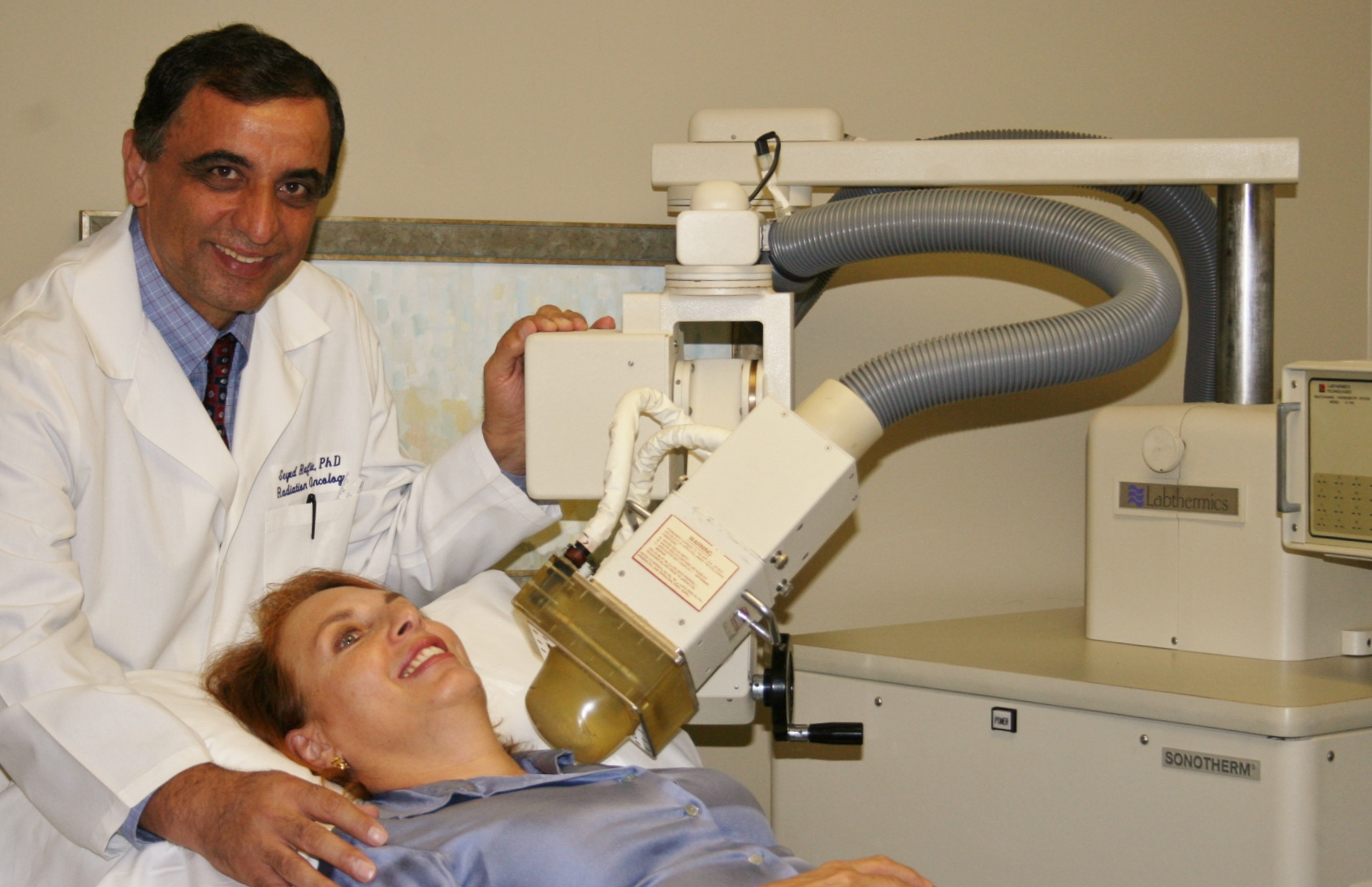
جهاز العلاج الحراري بالموجات فوق الصوتية.

يشير مصطلح الأمواج فوق الصوتية العلاجية عامة إلى أي نوع من إجراءات الأمواج فوق الصوتية التي تستخدم الأمواج فوق الصوتية لتقديم فائدة علاجية. يتضمن ذلك الأمواج فوق الصوتية المركزة مرتفعة الكثافة، وتفتيت الحصيات، وإيصال الدواء عن طريق استهداف المكان بالأمواج فوق الصوتية، وحمل الدواء عبر الجلد بالأمواج فوق الصوتية، وإرقاء الدم باستخدام الأمواج فوق الصوتية، وعلاج السرطان، وحلّ الخثرات بمساعدة الأمواج فوق الصوتية . قد تُستخدم الأمواج فوق الصوتية المركزة أو الأمواج فوق الصوتية غير المركزة.
الأمواج فوق الصوتية هي وسيلة لتحفيز النسيج تحت سطح الجلد باستخدام أمواج عالية التردد، تتراوح بين 800.000 هرتز و2.000.000 هرتز، ولا يمكن للبشر سماعها.
هناك قليل من الأدلة على أن الأمواج فوق الصوتية النشطة أكثر فاعلية من العلاج الوهمي (البلاسيبو) في علاج المرضى الذين يعانون من الألم أو من طيف إصابات بالعضلات الهيكلية، أو تحفيز شفاء الأنسجة الرخوة.

## الاستخدامات العلاجية
تستطيع الأمواج فوق الصوتية عالية القدرة نسبيًا تكسير الترسبات الحجرية أو الأنسجة، وتسريع تأثير الأدوية في المنطقة المستهدفة، والمساعدة في قياس خواص المرونة للأنسجة، ويمكن استخدامها لفرز الخلايا أو الجزيئات الصغيرة بغرض البحث.
يمكن استخدام نبضات الأمواج فوق الصوتية عالية الطاقة المركزة لكسر الحصيات مثل حصيات الكلى وحصيات المرارة إلى أجزاء صغيرة بما يكفي لتمريرها من الجسم دون صعوبة لا مبرر لها، في عملية تعرف باسم تفتيت الحصيات.

## تنظيف الأسنان في صحة الأسنان
يمكن استخدام مصادر للأمواج فوق صوتية المركزة لعلاج إعتام عدسة العين (الساد) عن طريق استحلاب العدسة.
تستطيع الأمواج فوق الصوتية أن تستأصل الأورام أو غيرها من الأنسجة بدون تدخل جراحي. يُجرى ذلك باستخدام تقنية تعرف باسم الأمواج فوق الصوتية المركزة مرتفعة الكثافة، وتسمى أيضًا جراحة الأمواج فوق الصوتية المركزة (جراحة إف يو إس). يستخدم هذا الإجراء عمومًا الأمواج فوق الصوتية بتردد أقل من المستخدمة في التشخيص الطبي (250-2000 كيلوهرتز)، ولكن أعلى بكثير من متوسط الشدة. وغالبًا ما يُوجه العلاج بواسطة التصوير بالرنين المغناطيسي (إم آر آي)؛ فتسمى العملية ككل الأمواج فوق الصوتية الموجهة بالرنين المغناطيسي.
تعزيز امتصاص الدواء باستخدام تسليم الدواء بالمستهدفات الصوتية. يُطلق على توصيل العلاج الكيميائي لخلايا سرطان الدماغ، والعقاقير المختلفة للأنسجة الأخرى توصيل الدواء المستهدف صوتيًا. تستخدم هذه الإجراءات في العموم الأمواج فوق الصوتية عالية التردد (1-10 ميغاهرتز) وتتراوح في الشدة بين (0-20 واط/سم2). تُركّز الطاقة الصوتية على الأنسجة المستهدفة لتحفيز نسيجها وجعلها أكثر نفاذية للأدوية العلاجية.
تستخدم الأمواج فوق الصوتية في تحفيز إطلاق الأدوية المضادة للسرطان من حاملاتها بما فيها الليبوزومات، والكرات المجهرية البوليمرية والبوليمرات ذاتية التجميع.
الأمواج فوق الصوتية ضرورية لإجراءات علاج التصليب الموجه بالأمواج فوق الصوتية والعلاج بالليزر داخل الوريد للعلاج غير الجراحي للدوالي.

## استئصال الدهون الموجه بالأمواج فوق الصوتية هو شفط الدهون بمساعدة الأمواج فوق الصوتية
هناك ثلاثة تأثيرات محتملة للأمواج فوق الصوتية، الأول هو زيادة تدفق الدم في المنطقة المُعالجَة، والثاني هو انخفاض الألم الناتج عن التقليل من التورم والوذمة، والثالث هو التدليك الخفيف لأوتار العضلات و/أو الأربطة في المنطقة المعالجة نتيجة لعدم إضافة أي ضغط وعدم تليين أنسجة الندبة. تتحقق هذه الفوائد الثلاثة نتيجة لاثنين من الآثار الرئيسية للأمواج فوق الصوتية العلاجية، ونوعا التأثير هما: الآثار الحرارية وغير الحرارية. الآثار الحرارية تكون نتيجة لامتصاص الأمواج الصوتية، والتأثيرات غير الحرارية ناتجة عن التجويف وتدفق الأمواج الميكروسكوبية والتدفق الصوتي.
تنتج الآثار التجويفية عن اهتزاز الأنسجة فتتكون فقاعات مجهرية تنقل الاهتزازات بطريقة تحفز أغشية الخلايا مباشرة. يتضح أن هذا التحفيز البدني يعزز آثار إصلاح التأثيرات الناجمة عن الاستجابة للالتهاب في الخلايا.

## التاريخ
كان التطبيق الأول للأمواج فوق الصوتية على نطاق واسع أثناء الحرب العالمية الثانية. كانت أجهزة السونار تُبنى وتستخدم لرصد الغواصات. أُدركوا أن الأمواج فوق الصوتية عالية الكثافة التي كانوا يستخدمونها تسخن وتقتل الأسماك. أدى ذلك إلى إجراء أبحاث علي التأثيرات الحرارية والشفائية على الأنسجة. ومنذ أربعينيات القرن العشرين، يستخدم ممارسو العلاج الطبيعي والوظيفي الأمواج فوق الصوتية لأثرها العلاجي.

## العلاج الطبيعي
تٌطبّق الأمواج فوق الصوتية باستخدام محول أو مُطبّق على اتصال مباشر بجلد المريض. يستخدم الهلام على جميع أسطح الرأس لتقليل الاحتكاك والمساعدة في نقل الأمواج فوق الصوتية. تستخدم الأمواج فوق الصوتية العلاجية في العلاج الطبيعي تناوبًا بين ضغط وتخلخل أمواج الصوت مع تردد من 0.7 إلى 3.3 ميغاهيرتز. يحدث الحد الأقصى لامتصاص الطاقة في الأنسجة الرخوة من 2 إلى 5 سم. تتناقص شدتها عندما تخترق الأمواج أعمق، وتُمتص بأغلبها من قبل النسيج الضام: الأربطة والأوتار واللفافة (وأيضًا الأنسجة الندبية).
تشمل الحالات التي يمكن فيها استخدام الأمواج فوق الصوتية للعلاج الأمثلة التالية: التواءات الأربطة، وإجهاد العضلات، والتهاب الأوتار، والتهاب المفاصل، والتهاب اللفافة الأخمصية، وألم مشط القدم، وتهيج الوجه، ومتلازمة الاصطدام في الكتف، والتهاب الأجربة، والتهاب المفاصل الروماتويدي، والفصال العظمي (التهاب المفاصل التنكسي)، والتحام النسيج الندبي.

## أدوات البحث
الملقط الصوتي هو أداة ناشئة لفصل الجسيمات الدقيقة والخلايا البيولوجية وزيادة تركيزها ومعالجتها دون لمسها، باستخدام الأمواج فوق الصوتية في نطاق تردد منخفض لتشكيل أمواج دائمة. يعتمد ذلك على قوة الإشعاع الصوتي التي تتسبب في انجذاب الجسيمات إما إلى العقد أو العقد المضادة للموجة الدائمة اعتمادًا على عامل التباين الصوتي، والذي يمثل دالة للسرعات الصوتية وكثافة الجسيمات وكثافة الوسط الذي تغمر فيه الجسيمات.
وقد ظهر أن تطبيق الأمواج فوق الصوتية المركزة بالتزامن مع فقاعات متناهية الصغر يمكّن من توصيل غير جراحي لدواء إيبيروبيسين عبر الحاجز الدموي الدماغي في نماذج الفئران.

## الأجهزة المنزلية
الموجات فوق الصوتية المنزلية تعني توفير الموجات فوق الصوتية العلاجية عن طريق استخدام جهاز الموجات فوق الصوتية المحمولة أو المنزلية، ويمكن استخدام هذه الطريقة في العلاج بالموجات فوق الصوتية الطبية لأنواع مختلفة من مسكنات الألم والعلاج الطبيعي.
في الفيزياء ، ينطبق مصطلح «الموجات فوق الصوتية» على جميع الطاقات الصوتية بتردد أعلى من نطاق السمع البشري المسموع، علمًا بأن مدى الصوت المسموع هو 20 هيرتز - 20 كيلو هيرتز أما تردد الموجات فوق الصوتية أكبر من 20 كيلو هرتز.

### آلات الموجات فوق الصوتية المنزلية
يتم نقل طاقة الموجات فوق الصوتية استنادًا إلى التردد وخرج الطاقة للموجات فوق الصوتية التي تنشئها آلة أو جهاز الموجات فوق الصوتية، تعمل آلات الموجات فوق الصوتية المنزلية والأجهزة في مكتب الطبيب بين ( 1و5) ميجا هرتز، ومع ذلك، تستخدم الآلات المنزلية الموجات فوق الصوتية النبضية بينما تستخدم الموجات فوق الصوتية المهنية في مكتب الطبيب موجات مستمرة.
عند استخدام جهاز الموجات فوق الصوتية المنزلية، ستستخدمها بشكل متكرر أكثر مما لو كنت ستحصل على علاجات الموجات فوق الصوتية في مكتب المعالج، ولكن النتائج النهائية هي نفسها كما لو كنت تستخدم آلة موجة مستمرة بشكل أقل، مثل العلاجات نحو التمارين ما قبل التمرين في العضلات العميقة وتخفيف الأوتار مثل التهاب المفاصل والسلالات والالتواءات.

### فوائد الموجات فوق الصوتية المنزلية
لآلات الموجات فوق الصوتية المنزلية العديد من الفوائد مثل توفير التكاليف على المدى البعيد، وتخفيف الآلام على المدى الطويل، وقد يكون هناك انخفاض لوقت الشفاء، وممكن أن تقلل الالتهاب المزمن، وتعمل على زيادة نطاق الحركة في الركبة بعد الاستخدام لهشاشة العظام، وهو أكثر اضطرابات المفاصل شيوعًا ويزداد معدل الإصابة مع العمر، كما ويهدف علاج الزراعة العضوية إلى تقليل آلام المفاصل وتيبسها والحفاظ على حركة المفاصل وتحسينها.

### أنواع العلاج بالموجات فوق الصوتية
تعمل أجهزة الموجات فوق الصوتية المنزلية ضمن نطاق ترددات الموجات فوق الصوتية العلاجية، على عكس الموجات فوق الصوتية التشخيصية الأكثر شيوعًا، أو التصوير بالموجات فوق الصوتية التشخيصية، وتعمل آلات الموجات فوق الصوتية التشخيصية النموذجية في نطاق التردد من (2-18) ميجا هرتز، في حين تعمل آلات الموجات فوق الصوتية المنزلية وماكينات الموجات فوق الصوتية العلاجية في نطاق التردد من .(7-3.3 )ميجا هرتز، كما ويُستخدم التصوير بالموجات فوق الصوتية التشخيصية عادةً لإنشاء «صورة» صوتية، مثل الصورة أثناء الحمل لتصور الجنين النامي.

### آلات الموجات فوق الصوتية والحمل
تخلق الأطوال الموجية فوق الصوتية «صورة» صوتية، حيث تُظهر الآلة نمو الجنين داخل رحم الأم، أي بمثابة مراقبة وتحقق من صحة تنبؤات التبويض ودورات التلقيح داخل الرحم IUI .

### مجموعة متنوعة من الموجات فوق الصوتية المنزلية
تتوفر الموجات فوق الصوتية المنزلية بأسعار شراء تتراوح من (46.00 ) دولار إلى (5000.00) دولار، وأشهر مشتريات الموجات فوق الصوتية المنزلية هي الموجات فوق الصوتية المحمولة (Roscoe Medical US 1000) و (SonoScape A6 )و (Acclaim US PRO 2000 )و (UltraTENS) و (dynatron).

## الأبحاث
تبين انعدام كفاءة استخدام الأمواج فوق الصوتية في الأبحاث لإحداث تأثيرات خلوية في الأنسجة الرخوة وعدم وجود أساس علمي للآثار البيوفيزيائية المقترحة.
تبعًا لتحيل شامل وتوصيات عملية مصاحبة في عام 2017، لا يجب استخدام نبضات الأمواج فوق الصوتية قليلة الشدة بعد الآن في إعادة تكوين العظام لفشل دراسات سريرية عالية الجودة في الحصول على فائدة في التطبيق السريري.
يُحتمل وجود تأثير إضافي للأمواج فوق الصوتية منخفضة الكثافة لقدرتها على تعطيل الحاجز الدموي الدماغي لتوصيل الأدوية.
يجري حاليًا اختبار الأمواج فوق الصوتية المخترقة للجمجمة لتستخدم في مساعدة علاج مفعل البلاسمينوجين النسيجي عند الذين يعانون من السكتة الدماغية في إجراء يسمى «حلّ الخثار الجهازي المعزز بالأمواج فوق الصوتية».
أظهرت الأمواج فوق الصوتية تأثيرًا منشطًا للمضادات الحيوية في قتل البكتيريا.
من المفترض أن الأمواج فوق الصوتية تسمح بمرور أنسجة الخلايا حقيقية النواة من خلال تشجيع تغلغل العناصر الغذائية.
الأمواج فوق الصوتية العلاجية طويلة الأمد المسماة «الطب الصوتي المستدام» هي علاج يوميّ بطيء التحرر، يمكن تطبيقه لزيادة الدورة الدموية الموضعية، ويسرع نظريًا من شفاء الأنسجة العضلية الهيكلية بعد الإصابة، ومع ذلك، هناك بعض الأدلة التي تشير إلى أنه قد لا يكون فعالًا.